# Hervé Guilleux
Hervé Guilleux (15 de febrero de 1956) fue un piloto de motociclismo que participó en el Mundial desde 1978 hasta 1987.
Su mejor temporada fue en 1983 cuando acabó cuarto en la general de 250cc y ganó su único Gran Premio en el GP de España de 250cc.

## Biografía
Los inicios de Guilleux se remontan al 1973 para disputar la Copa Kawasaki, aunque con resultados poco esperanzadores. Al año siguiente, se resarce de ste mal inicio al acabar subcampeón de la Copa por detrás de Bernard Sailler. A partir de 1975, intenta competir en pruebas del Mundial a bordo de una Harley-Davidson, aunque no logra clasificarse. En este campeonato, su primer logro llegó en 1979 cuando acabó cuarto en el Gran Premio de Francia. A partir de 1980 empezaría a correr de manera habitual en el Campeonato Mundial. Su mejor temporada sería en 1983 cuando, a bordo de una Kawasaki acabaría en la cuarta posición de la general de la cilindrada de 250cc y conseguir una victoria en el Gran Premio de España y tres podios más en el Gran Premio de Sudáfrica, Holanda y Suecia. También disputará las Seis horas de Mugello del Mundial de resistencia donde terminará tercero en compañía de Didier de Radiguès. Los años siguientes fueron más difíciles hasta su retirada en 1987.

## Resultados en el Campeonato del Mundo
Sistema de puntuación de 1993 hasta 2022:
| Posición | 1.º | 2.º | 3.º | 4.º | 5.º | 6.º | 7.º | 8.º | 9.º | 10.º | 11.º | 12.º | 13.º | 14.º | 15.º |
| Puntos   | 25  | 20  | 16  | 13  | 11  | 10  | 9   | 8   | 7   | 6    | 5    | 4    | 3    | 2    | 1    |

### Carreras por año
(Carreras en negrita indica pole position, carreras en cursiva indica vuelta rápida)
| Año  | Cat.  | Equipo                       | Moto    | 1       | 2       | 3       | 4       | 5       | 6       | 7       | 8       | 9       | 10      | 11     | 12      | 13      | 14    | Pts. | Pos. |
| ---- | ----- | ---------------------------- | ------- | ------- | ------- | ------- | ------- | ------- | ------- | ------- | ------- | ------- | ------- | ------ | ------- | ------- | ----- | ---- | ---- |
| 1975 | 250cc | Harley-Davidson              | FRA DNQ | ESP -   |         | GER -   | NAT -   | IOM -   | NED -   | FIN -   | CZE -   | YUG -   |         |        |         |         |       | 0    | -    |
| 1976 | 250cc | Yamaha                       | FRA DNQ |         | GER -   | NAT -   | IOM -   | NED -   | BEL -   | SWE -   | FIN -   | CZE -   | GER 7   | ESP -  |         |         |       | 0    | -    |
| 1977 | 250cc | Yamaha                       | VEN -   | GER -   | NAT -   | ESP -   | FRA DNQ | YUG -   | NED -   | BEL -   | SWE -   | FIN -   | CZE -   | GBR -  |         |         |       | 0    | -    |
| 1979 | 350cc | BUT-Yamaha                   | VEN -   | AUT -   | GER -   | NAT -   | ESP -   | YUG -   | NED -   |         |         | FIN -   | GBR -   | FRA 4  |         |         |       | 8    | 19.º |
| 1979 | 500cc | Buton                        | VEN -   | AUT -   | GER -   | NAT -   | ESP -   | YUG -   | NED -   | BEL -   | SWE -   | FIN -   | GBR -   | FRA 13 |         |         |       | 0    | -    |
| 1980 | 350cc | BUT                          | NAT DNQ |         | FRA -   |         | NED 13  | BEL -   |         | GBR Ret | CZE Ret | GER DNQ |         |        |         |         |       | 0    | -    |
| 1981 | 250cc | Siroko-Rotax                 | ARG 4   |         | GER -   | NAT Ret | FRA 9   | ESP Ret |         | NED Ret | BEL Ret | RSM Ret | GBR Ret | FIN 11 | SWE 19  | CZE Ret |       | 10   | 20.º |
| 1981 | 350cc | Siroko                       |         | AUT -   | GER -   | NAT -   |         |         | YUG -   | NED -   |         |         | GBR Ret |        |         | CZE Ret |       | 0    | -    |
| 1981 | 500cc | Yamaha                       |         | AUT 13  | GER DNQ | NAT -   | FRA Ret |         | YUG -   | NED -   | BEL -   | RSM -   | GBR -   | FIN -  | SWE -   |         |       | 0    | -    |
| 1982 | 250cc | Rotax-Kobas                  |         |         | FRA Ret | ESP DNQ | NAT -   | NED -   | BEL -   | YUG -   | GBR -   | SWE -   | RSM -   | GER -  |         |         |       | 0    | -    |
| 1983 | 250cc | Kawasaki                     | RSA 3   | FRA -   | NAT 6   | GER 12  | ESP 1   | AUT 6   | YUG Ret | NED 3   | BEL 5   | GBR Ret | SWE 2   | RSM -  |         |         |       | 63   | 4.º  |
| 1984 | 250cc | Chevallier-Yamaha y JJ Cobas | RSA Ret | NAT Ret | ESP Ret | AUT Ret | GER 14  | FRA Ret | YUG -   | NED -   | BEL -   | GBR -   | SWE DNQ | RSM -  |         |         |       | 0    | -    |
| 1987 | 250cc | Fior-Honda                   | JPN -   | ESP -   | GER -   | NAT -   | AUT 20  | YUG 20  | NED 20  | FRA Ret | GBR 18  | SWE Ret | CZE Ret | RSM -  | POR Ret | BRA -   | ARG - | 0    | -    |